# منیژه حکمت
منیژه حکمت (زاده ۱۳۴۱ در اراک) تهیه‌کننده و کارگردان ایرانی است. نخستین فیلم وی فیلم زندان زنان بود و پس از آن فیلم سه زن و لالایی را ساخت.

## زندگی شخصی
منیژه حکمت، صبح روز ۳ مرداد ۱۳۹۵ پس از چند روز بستری در بیمارستان پارس، تحت عمل جراحی قلب باز قرار گرفت و این عمل با موفقیت انجام شد.
حکمت پس از مرگ عباس کیارستمی در روزنامه شرق نوشت: «ایستادن یعنی پای خودمان بایستیم؛ یعنی پای آرمانمان؛ یعنی نگذاریم از دست برود. چرا که ما مسئولیت‌مان اجتماعی بوده و هست. گاهی این مسئولیت رفتار ما را رفتاری سیاسی معنا بخشیده، گاهی رفتاری هنری و فرهنگی یا روشنفکری. فرقی نمی‌کند.»
پگاه آهنگرانی بازیگر و مستندساز ایرانی، دختر منیژه حکمت است.

## کنش سیاسی

### پشتیبانی از حسن روحانی
حکمت از جمله ۱۴۰ هنرمند ایرانی بود که با امضاء طوماری در ۲۲ خرداد ۱۳۹۲، با اصلاح‌طلبان و اعتدالگرایان دیگر، ضمن قدردانی از انصراف عارف به نفع روحانی، از نامزدی حسن روحانی در انتخابات ریاست جمهوری ۱۳۹۲ حمایت علنی کرد.

### خیزش ۱۴۰۱
در پی خیزش ۱۴۰۱ ایران منیژه حکمت، مانند بیش از ۱۰۰ هنرمند دیگر ممنوعِ خروج و ممنوع کار شد. وی در حساب کاربری توییتر خود نوشت: «ممنوع الخروج، ممنوع المعامله، ممنوع الکار…! با همه ممنوعیت‌ها، بیمار[م] با سه عمل جراحی…؛ برادران لطف کنید اجاره‌خونه و هزینه‌های درمان و هزینه‌های جاری را پرداخت کنید؛ من به آخر خط رسیده‌ام».

## فیلمشناسی

### کارگردانی
- آشغال‌ها و عروسک‌ها (۱۴۰۳)
- ۱۹ (۱۴۰۰)
- بندر بند (۱۳۹۹)
- جاده قدیم (۱۳۹۶)
- سه زن (۱۳۸۵)
- زندان زنان (۱۳۷۹)

### تهیه کنندگی
- جاده قدیم (۱۳۹۶)
- خماری (۱۳۹۴)
- شکاف (۱۳۹۳)
- شهر موش‌ها ۲ (۱۳۹۳)
- ورود آقایان ممنوع (۱۳۸۹)
- پوپک و مش ماشاالله (۱۳۸۸)
- چیزهایی هست که نمی‌دانی (۱۳۸۷)
- صداها (۱۳۸۷)
- لالایی (۱۳۸۷)
- سه زن (۱۳۸۵)
- زندان زنان (۱۳۷۹)
- شبیخون (۱۳۷۶)

### برنامه‌ریز
- دختری با کفشهای کتانی (۱۳۷۷)
- جوانمرد (۱۳۷۵)
- پاکباخته (۱۳۷۴)
- شاخ گاو (۱۳۷۴)
- گروگان (۱۳۷۴)
- چشم شیطان (۱۳۷۲)
- دلاوران کوچه دلگشا (۱۳۷۱)

### منشی صحنه
- شهر خاکستری (۱۳۶۹)
- گربه آوازخوان (۱۳۶۹)
- خانه‌ای مثل شهر (۱۳۶۶)

### دستیار کارگردان
- پاکباخته (۱۳۷۴)
- شاخ گاو (۱۳۷۴)
- چشم شیطان (۱۳۷۲)
- دلاوران کوچه دلگشا (۱۳۷۱)

### طراح اولیه داستان
- سه زن (۱۳۸۵)

### مشاور فیلمنامه
- سه زن (۱۳۸۵)

### بازیگر
- آپارتمان شماره ۱۳ (۱۳۶۹)

### مدیر تولید
- مادرزن سلام (۱۳۸۵)
- دختری با کفشهای کتانی (۱۳۷۷)
- شبیخون (۱۳۷۶)

### سرمایه‌گذار
- سه زن (۱۳۸۵)
- جوانمرد (۱۳۷۵)

### جانشین مدیر تولید
- جوانمرد (۱۳۷۵)

### طراح صحنه
- گراند سینما (۱۳۶۷)

### مسئول لباس

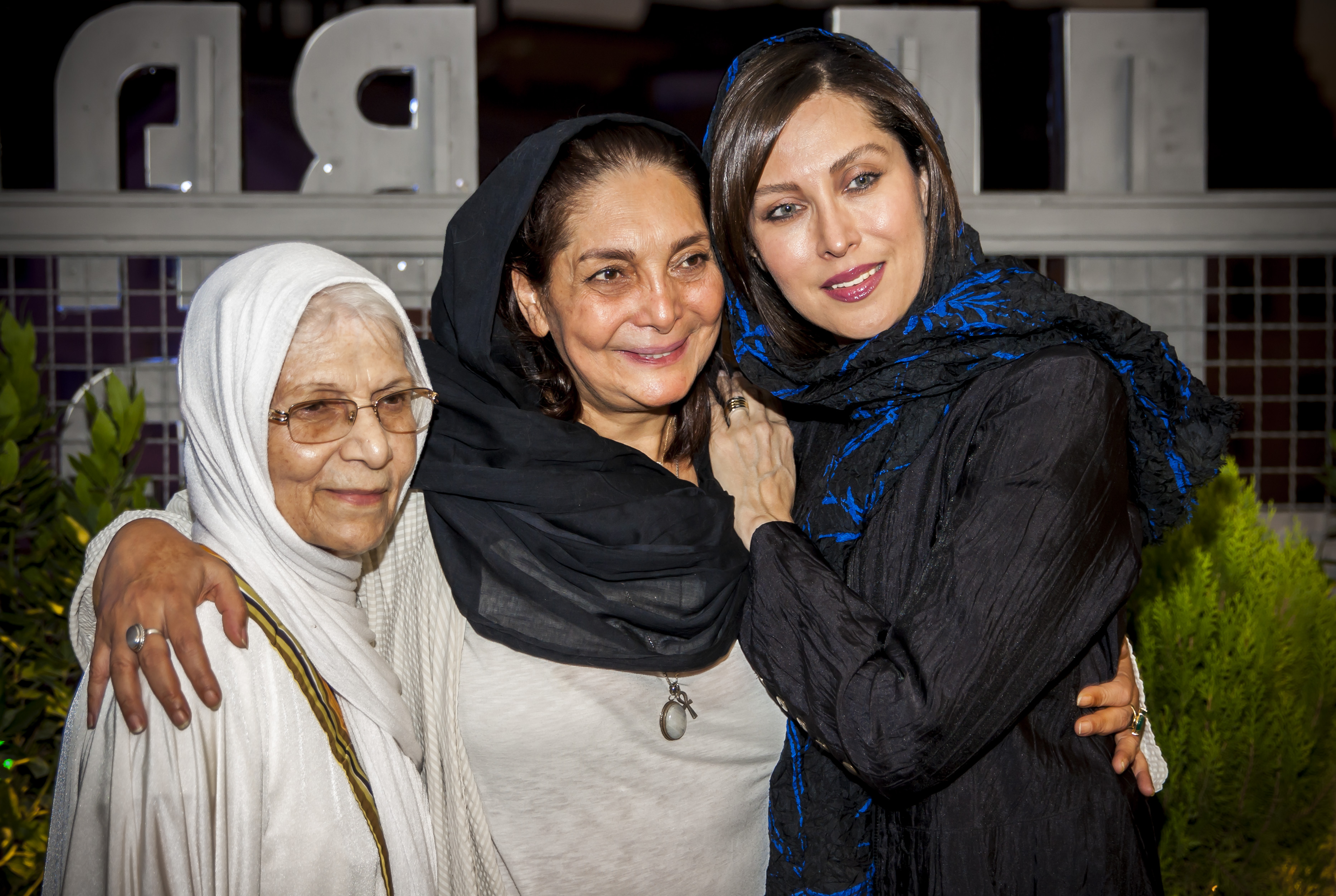
منیژه حکمت (وسط) به همراه مهتاب کرامتی و مسعوده مشایخ - جشن رونمایی شهر آی قصه - ۱۳۹۸

- گراند سینما (۱۳۶۷)[۱۶]

## جوایز
- ۱۳۸۱: بهترین فیلمنامه برای فیلم زندان زنان در جشن خانه سینما ـ دوره ششم
- ۱۳۸۱: بهترین فیلم برای فیلم زندان زنان در جشن خانه سینما ـ دوره ششم[۱۷]
- ۱۳۸۱: کاندیدای بهترین فیلم به انتخاب انجمن منتقدان و نویسندگان برای فیلم زندان زنان در جشن خانه سینما ـ دوره ششم
- ۱۳۸۱: تقدیرنامه کلیسای جهانی برای فیلم زندان زنان در جشنواره بین‌المللی فیلم سه قاره فریبورگ ـ دوره هفدهم (سوئیس)
- ۱۳۸۱: جایزه عفو بین‌الملل برای فیلم زندان زنان در جشنواره بین‌المللی فیلم رتردام ـ دوره سی و دوم (هلند)[۱۷]
- ۱۳۸۱: کاندیدای بهترین فیلم برای فیلم زندان زنان در جشنواره بین‌المللی فیلم براتیسلاوا
- ۱۳۸۱: کاندیدای بهترین فیلم برای فیلم زندان زنان در جشنواره بین‌المللی فیلم گیخون
- ۱۳۸۱: کاندیدای بهترین فیلم برای فیلم زندان زنان در جشنواره بین‌المللی فیلم هاوایی[۱۸]